# أحمد بن السري

## حياته
هو نجم الدين أبو الفتوح أحمد بن محمد بن السري، ويعرف بابن الصلاح. حكيم، متميز في الطب. كان أعجميا، أصله من همدان، وقطن ببغداد.
استدعاه حسام الدين تمرتاش، صاحب ماردين وأكرمه، ولازمه مدة. ثم ثوجه ابن الصلاح إلى دمشق.

## مؤلفاته
لابن الصلاح من الكتب: مقالة في الشكل الرابع من أشكال القياس الحملى، وهذا الشكل منسوب إلى جالينوس.

## وفاته
لم يزل بدمشق إلى ان توفي سنة 540 هجرية، ودفن في المقابر الصوفية، بظاهر دمشق.